# Adolphe Goemaere
Adolphe Joseph Henri Goemaere (ur. 7 maja 1895 w Saint-Josse-ten-Noode, zm. 12 września 1970 w Knokke) – belgijski hokeista na trawie na igrzyskach w Antwerpii 1920. Wraz z drużyną  zdobył brązowy medal. Osiem lat później na olimpiadzie w Amsterdamie zajął 4. miejsce.